# Smerinthus brunnescens
Smerinthus brunnescens är en fjärilsart som beskrevs av Barend J. Lempke 1959. Smerinthus brunnescens ingår i släktet Smerinthus och familjen svärmare. Inga underarter finns listade i Catalogue of Life.